# Emil Ruusuvuori
Emil Ruusuvuori (n. 2 aprilie 1999, Helsingfors, Finlanda) este un jucător finlandez de tenis. Cea mai bună clasare a sa la simplu este locul 37 mondial, la 3 aprilie 2023. În prezent, este cel mai bun jucător finlandez de tenis de simplu.
A reprezentat Finlanda în Cupa Davis, unde are un record de victorii-înfrângeri de 5–5. În septembrie 2019, el l-a învins pe numărul 5 mondial și de două ori finalist la Roland Garros, Dominic Thiem, în seturi consecutive, într-un meci de simplu la Cupa Davis.